# Kunzeana myersi
Kunzeana myersi är en insektsart som först beskrevs av Mcatee 1926.  Kunzeana myersi ingår i släktet Kunzeana och familjen dvärgstritar.
Artens utbredningsområde är Kuba. Inga underarter finns listade i Catalogue of Life.